# Вонифатий (Виноградский)
Вонифатий (в миру Дамиан Фёдорович Виноградский; 1785, Екатеринославское наместничество — 27 декабря 1871 (8 января 1872), Киевская губерния) — преподобный святой, игумен, старец-аскет.

## Биография
Родился в 1785 году в селе Михайловка Александровского уезда Екатеринославского наместничества в семье государственного крестьянина. С детства стремился к монашеству, но по настоянию матери в 1805 году женился.
В 1811 году поступил в 4-й уланский Малороссийский полк, принимал участие в Отечественной войне 1812 года и заграничном походе русской армии. В 1818 году вернулся в родное село. Владел обширным хозяйством, отличался милосердием и странноприимством. Получив согласие жены, решил принять постриг, перед уходом из дома половину имущества раздал нищим. Покинув семью, поселился в соседнем селе Хайновка, собирал пожертвования для восстановления обветшавшей деревянной церкви, посетил Жаботинский монастырь, жил в киевском в честь Вознесения Господня и Флора и Лавра монастыре, затем служил сторожем в Троицкой церкви в Киеве. 
С 1848 году вместе с киевским блаженным Иоанном Босым собирал пожертвования, на которые в двух комнатах при киевской Андреевской церкви основал приют для странников и калек, где ежедневно обедали до 500 человек. Они устроили при поддержке киевского губернатора Ивана Фундуклея больницу для нищих недалеко от храма. На собранные пожертвования Виноградский заказывал облачения и утварь для киевских храмов и обителей. 
По благословению Киевского викария епископа Чигиринского Аполлинария (Вигилянского) 14 октября 1851 года он поступил в Михайловский Златоверхий монастырь, где 19 декабря 1854 года был пострижен в монашество; 8 декабря 1856 года рукоположён во диакона, 10 мая 1860 года — во иерея. 
На собранные им пожертвования (30 тысяч рублей) в Златоверхом монастыре была построена каменная трёхэтажная гостиница со Смоленской церковью, с трапезной для нищих; монастырь ежедневно кормил до 400 странников.
В 1861 году епископ Чигиринский Серафим (Аретинский) благословил Вонифатия основать скит на монастырском хуторе Феофания близ Киева, устроенном ещё в 1802 году Феофаном (Шияновым). Вскоре там была отремонтирована деревянная Михаило-Архангельская церковь, в которой возобновились богослужения, и к 1864 году в Феофании уже жили около 30 человек братии, были построены кельи, каменная Всехсвятская церковь (1867), деревянная колокольня, новый летний архиерейский дом. Был расчищен святой источник под горой, ранее освящённый Иннокентием (Борисовым) в честь иконы Божией Матери «Живоносный Источник». В скиту появились гостиница для паломников, дом для неимущих.
В 1868 году Вонифатий был возведён в сан игумена. Его жизнь была «постоянным подвигом молитвы и богомыслия», особым аскетическим деланием подвижника была продолжавшаяся всю жизнь борьба с бесовскими страхованиями. 
Скончался 27 декабря 1871 (8 января 1872) года. В последний год жизни страдал болезнью ног, молился и принимал посетителей, стоя на коленях; предсказал день своей кончины. Был погребён за алтарной стеной Всехсвятской церкви. Согласно его завещанию, управление Феофанией было поручено духовному другу старца иеросхимонаху Иринарху (Дорогавцеву) «с оставлением того же самого порядка без всякого изменения… и по возможности неоставление и принятие странных и бедных».
Среди его учеников были будущий настоятель Ильинского скита на Афоне преподобный Гавриил Афонский, иеросхимонах молчальник Иринарх. Ещё один из его учеников, иеромонах Евстратий (Голованский) в 1872 году опубликовал жизнеописание старца с хранившимися в Феофании его наставлениями и беседами.
В 1993 году на месте скита Феофания был открыт Пантелеимоновский скит киевского Покровского мужского монастыря, в скиту совершается панихидная память старца. Захоронение старца не найдено.
Решением Священного синода Украинской православной церкви от 23 декабря 2010 года игумен Вонифатий был причислен к лику местночтимых святых Киевской епархии с установлением памяти 27 декабря; 30 ноября 2017 года решением Архиерейского собора Русской православной церкви было установлено общецерковное почитание преподобного Вонифатия Феофановского с установлением памяти 7 февраля.